# Христина Яґелло
Христина Анна Яґелло (пол. Krystyna Anna Jagiełło, 25 лютого 1938, Варшава — 17 серпня 2013, Варшава) — репортер, журналістка, письменниця.

## Життєпис
Дочка Тадеуша Детріха і Марії Дзенисевич. Походила з родини, яка з роду-віку проживала у Варшаві. Її прадід — Фридерик Кшиштоф Детріх — графік (художник), який народився у німецькому місті Ерінген, у південно-західній, вже тепер історичній області Вюртемберг, з 1819 року мешкав у Варшаві.
У Варшаві пережила окупацію, Варшавське повстання 1944 року та масове переселення народу після повстання.
В 1960 році закінчила відділення журналістики Варшавського університету.
Свою професійну кар'єру розпочала на телебаченні. Потім працювала в молодіжній пресі: в «Штандарі Млодих» («Прапорі Молодих») (1963—1970), а потім в «Довкола Світу» (1971—1972),  де протягом двох років була керівником підрозділу про країну. Найважливішим етапом її професійної діяльності стала праця в тижневику «Література» (1973—1981).
У серпні 1980 року, будучи репортером «Літератури», вона повідомила про страйк на Гданській корабельні. Як писав Маріуш Щигел, «вона є однією з видатних співбесідниць у знаменитій книзі Хто сюди впустив журналістів про журналістів на серпневих страйках».
На початку воєнного стану (1981) її звільнили з роботи в «Літературі» з політичних мотивів — після 13 грудня вона не з'явилася на обов'язкову перевірку. Вона співпрацювала з журналом «Tygodnik Solidarność» та — під час доставки листування з Польщі — з Радіо «Вільна Європа» та «Голос Америки».
У наступні роки, не маючи постійної роботи, вона писала для католицьких журналів, таких як «Зв'язок», «Недільний гість» та «Нове життя». Це були переважно (з 1989 р.) листування з Німеччини. Як незалежний ні від кого репортер вона публікувала статті у «Newsweek» та «Річ Посполита».
Працювати репортером було її захопленням. Пишучи про Польщу та долю простих людей, потрапивши у важку реальність Польської Народної Республіки, вона бачила великий сенс та журналістський обов'язок. У її репортажах — часто урізаних цензурою — є записи про бурхливе повсякденне життя 1970-х та 1980-х років, відтінених дистанцією та почуттям гумору, але також із теплим співчуттям до зображених людей. Її цікавили люди, які своєю фантазією та щіпкою божевілля хотіли змінити світ реального соціалізму, який їх оточує.
Важливим елементом, що документує боротьбу з поневоленням, є книга Dziedzice bezprawnej wolności, за словами автора «розмови з людьми, які ніколи не переставали бути вільними всередині, навіть у часи найбільшого терору». Серед героїв цієї книги є люди з дуже різними поглядами, такі як проф. Януш Грошковський, єпископ проф. Броніслав Дембовський, Вальдемар Фідрих, засновник Помаранчевої альтернативи, або Ян Літинський. Їх поєднює те, що «вони взяли на себе важку спадщину забороненої свободи».
У 1989—1999 роках вона жила в Карлсруе (Баден-Вюртемберг) зі своїм другим чоловіком Клаусом Каммом. До інтересу до власної країни приєдналося захоплення післявоєнним перетворенням Німеччини в демократичну державу. Цьому вона присвятила свою останню книгу Po zmierzchu bogów, а також попередню Anioł przemówił po niemiecku — переговори з німцями, які займалися примиренням з Польщею після Другої світової війни.
До творчості Христини Ягелло також увійшов її дебют у романі Jeszcze jeden mazur dzisiaj — історія про конформізм журналістів, що діяли в умовах тоталітарної системи. Вона належала до Асоціації польських журналістів (до 1981 р.), Асоціації польських письменників та Асоціації авторів ZAIKS (1971—2013).

## Публікації

#### Книги
- Wszyscy święci na urlopie, Kraków: Wydawnictwo Literackie, 1979
- Cztery pory roku, Olsztyn: Wydawnictwo Pojezierze, 1982
- Jeszcze jeden mazur dzisiaj, Warszawa: Wydawnictwo Przedświt, 1987
- Krzyż i kotwica, Paryż: Wydawnictwo Libella, 1987; wyd. 2, Warszawa: Wydawnictwo In Plus, 1990
- Dziedzice bezprawnej wolności, Warszawa: Wydawnictwo In Plus, 1990; wyd. 2, Bydgoszcz-Warszawa: Oficyna Wydawnicza Branta, 2007
- Anioł przemówił po niemiecku, Warszawa: Wydawnictwo Presspublica, 1993
- Po zmierzchu bogów, Warszawa: Wydawnictwo Iskry, 2005

#### Репортажі та статті
- Którędy w górę, w: Sztandar młodych przedstawia się, wybór Anna Pawłowska, Jerzy Feliksiak, wyd. Iskry, Warszawa 1970, s. 40–46
- Huta i pszczoła, «Kultura» 1970 nr 7
- Nałóg i medycyna, «Kultura» 1970 nr 19
- Którędy do słońca, «Kultura» 1970 nr 28
- Sukces w sosie pomidorowym, «Kultura» 1971 nr 34
- Zwróć mi niebo niebieskie, «Literatura» 1974 nr 34
- Z tej mąki chleba nie będzie, «Literatura» 1975 nr 10
- Niewypał z zapałkami, «Literatura» 1975 nr 39
- Sztuka owijania w bawełnę, «Literatura» 1973 nr 4
- Zmierzch na plebanii, «Literatura» 1977 nr 15
- Dziewiątką pojechać w Aleje, «Literatura» 1977 nr 29
- Kotyliony dla naszych chłopców, «Fakty'79» 1979 nr 1
- Czepiam się życia, «Literatura» 1979 nr 43
- Pegaz i węgiel, «Literatura» 1979 nr 46
- Szansa spóźnionej literatury. Rozmowa z Janem Józefem Szczepańskim, «Więź» 1982 nr 11–12, s. http://wiez.com.pl/tag/jan-jozef-szczepanski/ (dostęp 19 IV 2020)
- Dziwny profesor, w: 100/XX. Antologia reportażu XX w. pod red. Mariusza Szczygła, t. 2: 1966—2000, wyd. Czarne, Wołowiec 2014, s. 216—225

## Нагороди
- Лауреатка премії імені Юліана Бруна
- Нагорода імені Болеслава Пруса (1969)